# Femap
Femap — независимый от САПР пре- и постпроцессор от Siemens PLM Software для проведения инженерного анализа методом конечных элементов (МКЭ) (Finite Element Analysis — FEA). Femap является связующим звеном между пользователем и «решателем» — ядром, осуществляющим вычисления в задачах инженерного анализа. Пре- и постпроцессор Femap включает в себя создание, импорт, идеализацию геометрии, аппроксимацию тела(тел) конечными элементами, выбор решателя и анализ результатов. Femap поддерживает работу со всеми основными коммерческими решателями MSC Nastran, ANSYS, LS-DYNA, Sinda, Adina, NEi и тесно интегрирован с решателем NX Nastran, работает на базе Microsoft Windows, является независимой полнофункциональной средой для моделирования, имитации и оценки результатов анализа характеристик изделия.

## Краткое описание
Система Femap на базе решателя NX Nastran позволяет проводить анализ динамики и прочности конструкций, машин и сооружений, получать решение нестационарных нелинейных пространственных задач, задач механики композитов и композитных структур, строительной и технологической механики, проводить анализ теплопереноса, получать решение задач механики жидкости и газа, связанных многодисциплинарных задач.
Базовые модули Femap с NX Nastran позволяют проводить основные виды инженерного анализа, такие как линейный статический анализ, анализ частот и форм свободных колебаний, анализ потери устойчивости конструкций, анализ задач стационарного и нестационарного теплообмена, базовые возможности нелинейного анализа. Базовый нелинейный анализ включает учёт таких нелинейностей, как геометрическая (большие деформации, перемещения, следящие нагрузки) и физическая (учет нелинейных материалов — пластичности, ползучести, вязкоупругости), учёт контактного взаимодействия при малых перемещениях — «линейный» контакт, учёт контакта с условием сплошности. 
Расширенный нелинейный модуль (Advanced Nonlinear) используется при анализе больших нелинейностей (в том числе деформирование эластомеров, учёт пространственного контактного взаимодействия), сочетании различных видов нелинейностей, а также при моделировании и расчете быстропротекающих нелинейных динамических процессов на основе явной схемы интегрирования.
Femap включает три дополнительных модуля : Femap Flow Solver — позволяет осуществлять анализ гидро- и газодинамики; Femap Advanced Thermal Solver — предоставляет набор возможностей для анализа тепломассопереноса, включая моделирование жидкостных каналов, связанной конвекции и анализ гидро-, газодинамических потоков; Femap Thermal Solver — решение для температурного анализа и анализа теплопереноса.
Femap используется специалистами проектных организаций для моделирования сложных конструкций, систем и процессов, таких как, спутники, самолеты, электронная аппаратура военного назначения, тяжелое строительное оборудование, подъемные краны, морской транспорт и технологическое оборудование. Femap обеспечивает решение сложных задач инженерного анализа в различных отраслях, например, таких как авиационно-космическая, вертолетостроение, оборонная промышленность и судостроение   .

## История
Femap был разработан в 1985 году как основной продукт корпорации ESP (Enterprise Software Products) — пре- и постпроцессор к Nastran. В 1999 году корпорация SDRC (Structural Dynamics Research Corporation) поглотила ESP, в 2001 году EDS в свою очередь приобрела SDRC, группа, разрабатывавшая Femap, вошла в подразделение для развития PLM-решений — EDS PLM Solutions. В 2004 году EDS продала это подразделение группе инвесторов (Bain Capital, Silver Lake Partners и Warburg Pincus), которая в 2007 году продала его концерну Siemens, в результате была создана компания Siemens PLM Software.
Разработка Femap продолжена в качестве независимого от используемого CAD-пакета и решателя приложения, которое доступно совместно с решателями Siemens PLM Software (NX Nastran, Femap Thermal Solver, Femap Flow Solver) или отдельно, и обычно используется с независимыми решателями такими как NEiNastran, LS-DYNA, ANSYS и Abaqus.

## Основные возможности
- Расчёт методом конечных элементов с возможностью моделирования реального поведения сложных технических систем
- Интеграция с NX Nastran
- Поддержка независимых от применяемого решателя расчетов обеспечивает возможность использования других решателей при работе над сложными задачами инженерного анализа
- Средства настройки (программные файлы, VB) для автоматизации часто повторяемых расчетных задач
- Масштабируемость от Femap Express, поставляемого вместе с Solid Edge, до Femap

В 2013 году Siemens PLM Software объявила о начале поставок 11-й версии системы Femap. Femap 11 повышает производительность инженерных расчётов благодаря новой возможности по созданию геометрии на основе конечно-элементной сетки в случае, если исходная геометрия недоступна. Это упрощает внесение изменений и позволяет быстро исправить старые конечно-элементные модели.
В октябре 2018 года Siemens PLM Software объявила о начале поставок 12-й версии системы Femap. В Femap 12 улучшена работа с геометрией, пре- и постпроцессор, пользовательский интерфейс, нелинейные решатели SOL401 и SOL402, топологическая оптимизация.

## Поддержка NX Nastran
Система Femap интегрирована с решателем NX Nastran, который позволяет осуществлять решение различных задач, вплоть до сложных нестационарных нелинейных процессов, описываемых системами нелинейных дифференциальных уравнений в частных производных. Решатель NX Nastran — ядро, в котором осуществляется численное решение этих систем уравнений.
История создания системы инженерного анализа Nastran начинается в 1964 году. Она была разработана Национальным агентством по аэронавтике и исследованию космического пространства США (NASA) специально для проведения анализа и проектирования средства выведения «Сатурн-5». Nastran расшифровывается как NASA STRuctural ANalysis. Выпуск первой коммерческой версии системы состоялся в 1972 году.

## Поддержка 64-разрядных систем
Новая версия Femap поддерживает как 32-, так и 64-разрядные системы. Возможность использования 64-разрядных операционных систем позволяет работать с большими КЭ моделями без ограничений выделения оперативной памяти.